# Nous sommes tous keynésiens aujourd'hui
« Nous sommes tous keynésiens aujourd’hui » (en version originale, « We're all Keynesian now ») est une expression employée par Milton Friedman et rendue célèbre par Richard Nixon pour désigner le consensus keynésien dans l'après-guerre, ainsi que l'importance fondamentale des écrits du keynésianisme dans la théorie économique.

## Histoire

### Une création ancienne
L'expression « Nous sommes tous ... aujourd'hui » est retrouvée dans différentes sources au cours des siècles précédents. Elle signifie l'adhésion désormais majoritaire à une doctrine auparavant considérée comme hétérodoxe. Ainsi, l'émergence de l'Etat social avec des politiques de mutualisation des risques dès le XIXᵉ siècle, puis la construction de l’État-providence dans la première moitié du XXᵉ siècle, provoque l'utilisation de l'expression « Nous sommes tous socialistes aujourd'hui ».

### Une adaptation de Milton Friedman
L'expression est utilisée publiquement pour la première fois dans le numéro du Time du 31 décembre 1965 consacré à John Maynard Keynes, sous la plume de Milton Friedman. Elle aurait été inspirée de l'expression « Nous sommes tous socialistes aujourd'hui », popularisée par l'homme politique britannique William Vernon Harcourt en 1888.
L'article écrit par les journalistes du magazine explique qu'« aujourd'hui, vingt ans après la mort de Keynes, ses théories ont une influence prépondérante sur les économies du monde libre, et notamment aux États-Unis. Lorsque Keynes a commencé à propager ses idées, beaucoup les considéraient comme bizarres ou subversives [...]  Les idées de Keynes, bien qu'elles rendent encore certains nerveux, sont majoritairement acceptées et constituent la nouvelle orthodoxe dans les universités et à Washington. Même les hommes d'affaires, généralement hostiles à l'intervention de l'Etat dans l'économie, ont été conquis ».
Constatant que sa phrase n'avait pas été comprise comme il l'entendait, Friedman écrit dans un erratum dans le numéro du Time du 4 février 1966 que « la citation est juste, mais elle a été sortie de son contexte. Si je me rappelle bien, ce que je voulais dire était que, dans un sens, nous sommes tous keynésiens. Dans un autre, plus personne n'est keynésien. La deuxième partie de la phrase est aussi importante que la première ». 

## Explication

### Signification théorique
Cette expression est importante car elle témoigne du caractère transformateur de la théorie keynésienne sur l'économie, en ce qu'elle structure les oppositions théoriques qui la suivent. Tous les grands courants théoriques, de sa descendance directe (le post-keynésianisme et la synthèse néoclassique) aux écoles opposées (monétarisme, nouvelle économie classique), se réfèrent à Keynes, soit pour admettre certaines de ses hypothèses et en relâcher d'autres, soit pour essayer de le réfuter. Ainsi, Milton Friedman publie en 1970 un article intitulé « Un cadre théorique pour l'analyse monétaire », plusieurs économistes sont choqués par les similitudes entre son cadre théorique monétariste et la théorie keynésienne.
La deuxième partie de l'expression de Friedman, selon laquelle plus personne n'est keynésien, est également importante. Elle témoigne de l'éloignement progressif des idées originales de Keynes par la science économique. La synthèse néoclassique, héritière directe des écrits de Keynes et qui sera déterminante dans les Trente Glorieuses, relâche déjà certaines hypothèses phares du keynésianisme, et essaie d’accommoder certains arguments de l'école classique. Les monétaristes devront se résoudre à accepter que la monnaie est active à court terme, bien qu'elle considère la monnaie comme neutre à long terme. Après Keynes, plus personne n'est purement keynésien.

### Signification politique
L'expression selon laquelle nous sommes tous devenus keynésiens est souvent utilisée en politique pour signifier l'héritage de Keynes en matière de réflexion sur la dépense publique en temps de retournement conjoncturel. L'aveu du président Nixon, auparavant opposé à l'augmentation de la dépense publique même en cas de récession, symbolise l'adhésion majoritaire du personnel politique à la nécessité d'utiliser la dépense publique comme stabilisateur automatique en cas de récession.

## Postérité

### Reprise par Richard Nixon
En 1971, après avoir abandonné unilatéralement l'étalon-or voulu par le système de Bretton Woods, le président Nixon déclare à un journaliste, croyant ne pas être en direct, que « Nous sommes tous keynésiens aujourd’hui ». Cela signifiait pour lui une acceptation de la doctrine keynésienne de stimulation de la croissance par la dépense publique.

### Reprise par Peter Mendelson
L'expression est réutilisée par la suite pour décrire la victoire du Consensus de Washington et de ses recommandations néolibérales après l'élection de Margaret Thatcher et de Ronald Reagan. « Nous sommes tous thatchériens aujourd’hui » est ainsi utilisé dans The Times en 2002 par Peter Mandelson.